# Малоохтинский мост
Малоо́хтинский мост — автодорожный металлический балочный мост через реку Охту в Красногвардейском районе Санкт-Петербурга.

## Расположение
Расположен в створе Свердловской и Малоохтинской набережной, в устье Охты. 
Выше по течению находится Комаровский мост.
Ближайшая станция метрополитена — «Новочеркасская». 

## Название
Своё название мост получил в 1984 году по аналогии с расположенным поблизости Большеохтинским мостом через реку Неву.

## История
Мост возведён в 1982—1984 годах в составе работ по реконструкции набережной правого берега Невы от устья реки Охты до моста Александра Невского. Авторы проекта — инженеры А. Д. Гутцайт, Р. Р. Шипов и архитектор В. М. Иванов. Генеральным подрядчиком на строительстве выступил Мостоотряд №37 Мостотреста-6. Монтаж конструкций пролётного строения осуществлялся при помощи плавучего крана «Богатырь-4».

## Конструкция

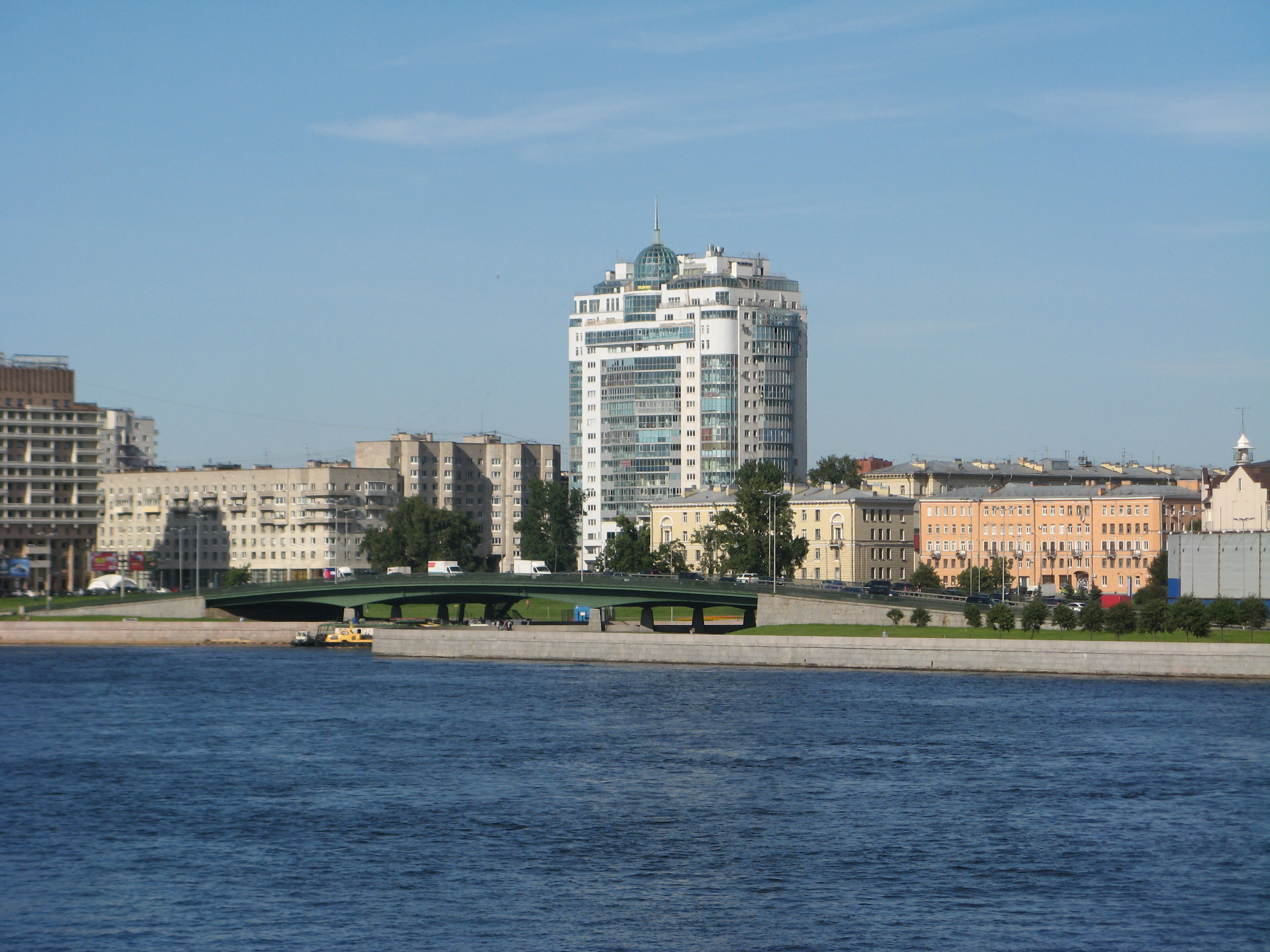
Вид на мост с левого берега Невы, со Смольной набережной

Мост трёхпролётный металлический, балочно-неразрезной системы. Центральный пролёт имеет длину 65 м, боковые пролёты — по 42,5 м. Мост косой в плане. Пролётное строение состоит из 4 стальных балок с криволинейным очертанием нижнего пояса и ортотропной плиты. Устои и промежуточные опоры из монолитного железобетона на свайном основании из свай-оболочек, облицованы гранитом. Подходы к мосту выполнены в виде подпорных стен, облицованных гранитом. Общая длина моста составляет 151,2 м (с подходами — 279 м), ширина — 21,3 м.
Мост предназначен для движения автотранспорта и пешеходов. Проезжая часть моста включает в себя 4 полосы для движения автотранспорта. Встречные автомобильные потоки разделены металлическим барьерным ограждением. Покрытие проезжей части и тротуаров — асфальтобетон. Тротуары отделены от проезжей части высоким гранитным парапетом. С верховой стороны моста устроены лестничные сходы на набережную. Перильное ограждение металлическое, простого рисунка, завершается на устоях гранитными тумбами. 